# Kostel svatého Prokopa (Svémyslice)
Kostel svatého Prokopa ve Svémyslicích je římskokatolický filiální kostel brandýské farnosti. Současná barokní podoba kostela je z roku 1773. Nachází se společně se samostatně stojící barokně přestavěnou zvonicí na místním hřbitově na návsi vedle obecního úřadu. Jeho adresa je Svémyslice 11 (fara). Kostel je zapsán na seznamu kulturních památek. U kostela za zdí rovněž stojí bývalá fara.

## Dějiny kostela

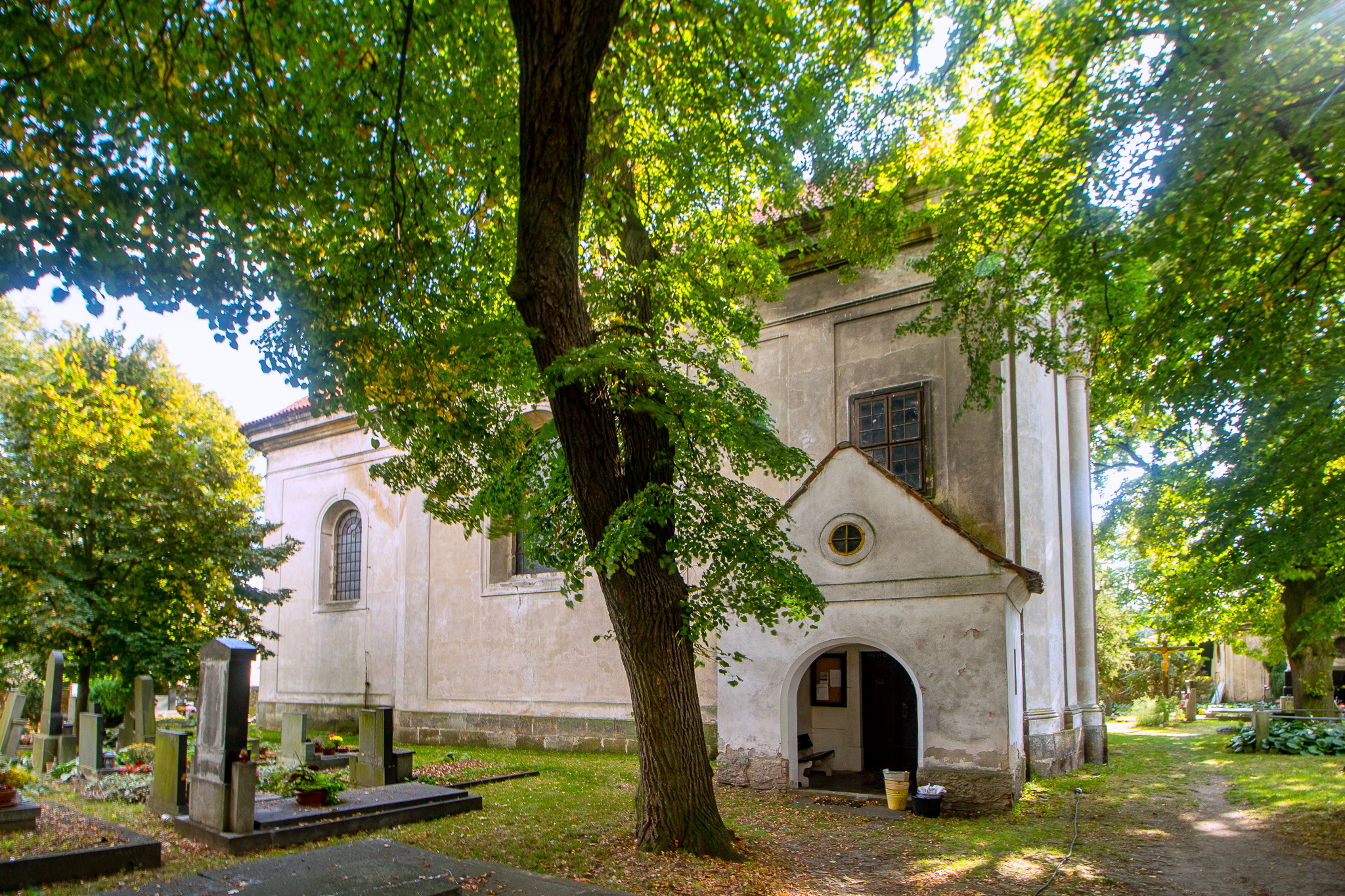
Vstupní část kostela

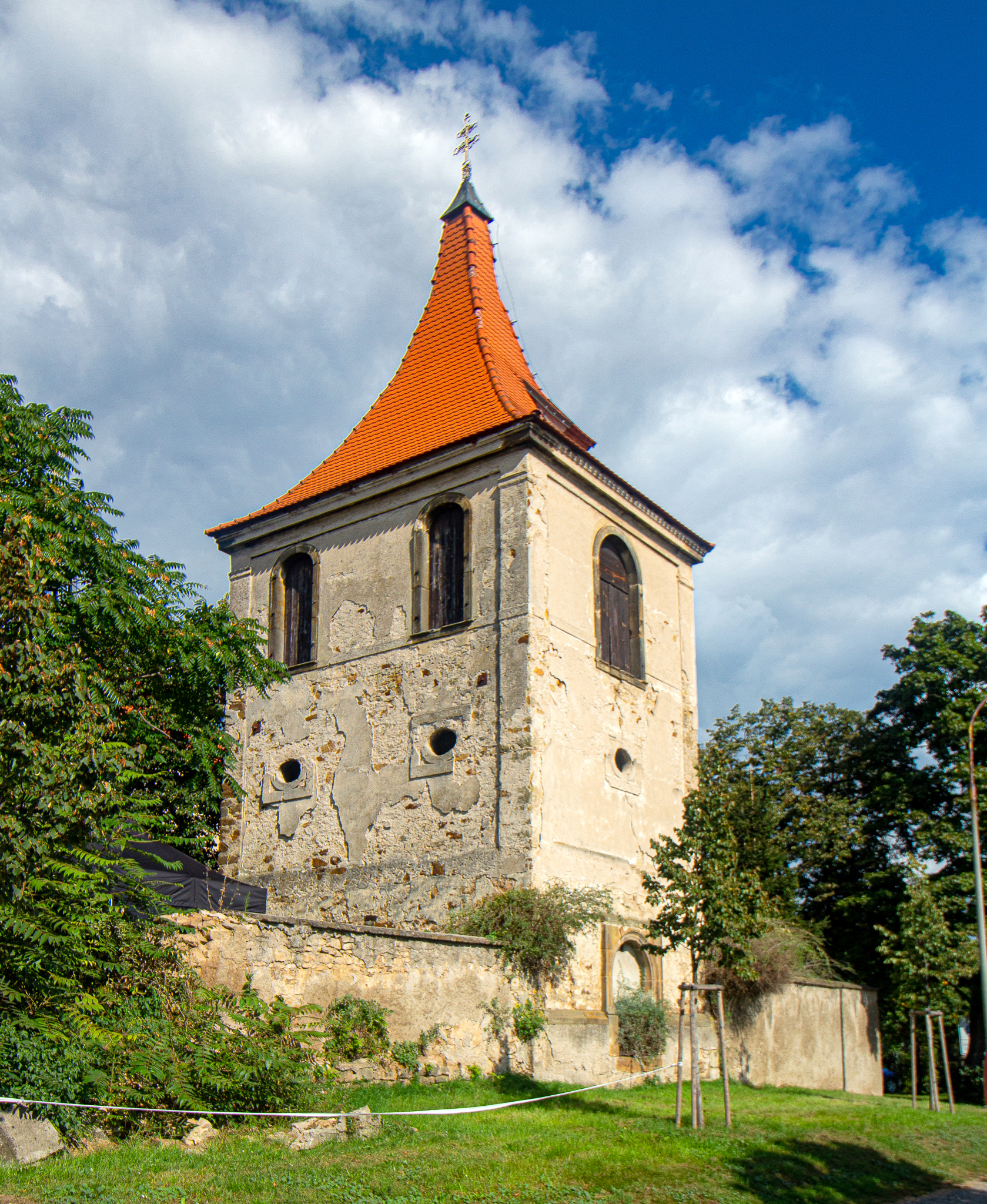
Původně renesanční zvonice u kostela

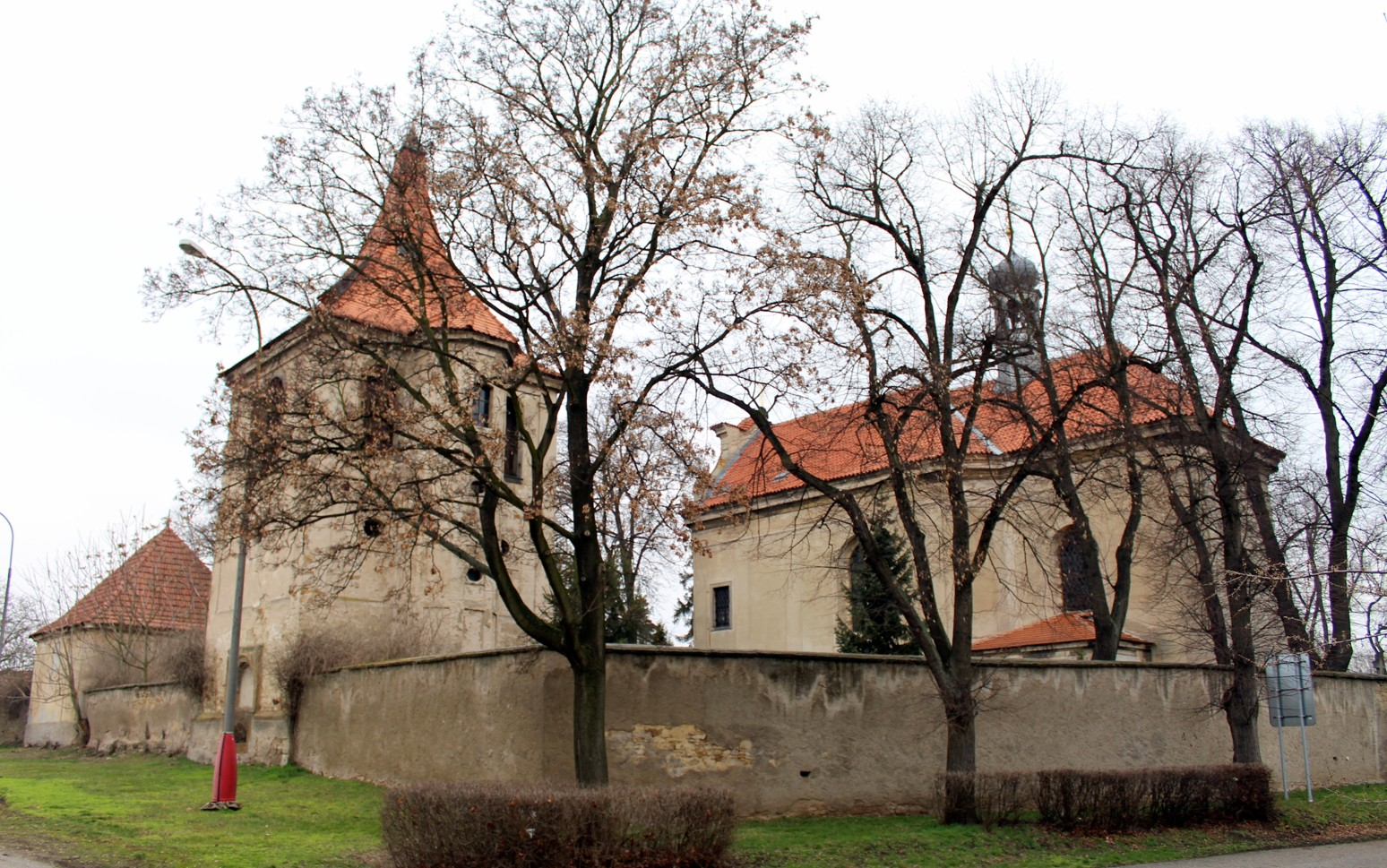
Barokní kostel sv. Prokopa se zvonicí a hřbitovní kaplí

V místě dnešního kostela stával ve 12. století raně gotický kostel (od roku 1384 farní kostel brandýského děkanátu) zasvěcený svatému Prokopovi, slovanskému opatovi Sázavského kláštera. Původní kostel se nezachoval, zůstala po něm jen památka z roku 1754 v podobě kresby půdorysu chrámu, jejíž originál je uložen v místodržitelském archivu.
Z důvodu špatného stavu byl starý gotický kostel v roce 1770 zbořen a o tři roky později byl na jeho místě postaven současný pozdně barokní kostel. Z původní stavby se zachovala pouze část původní renesanční zvoniční věže, původně však byla vyšší a cibulovitá střecha byla v roce 1846 nahrazena novou.
V letech 2005 – 2006 byl kostel částečně opraven.

## Popis
Kostel sv. Prokopa je poměrně prostá stavba, má podobu jednolodního obdélníku se čtvercovým presbytářem. Na jižní straně byla přistavěna čtvercová sakristie.

### Interiér
Hlavní rokokový oltář kostela, na němž je vyobrazen sv. Prokop, a po jeho stranách jsou sochy sv. Václava a sv. Vojtěcha, pochází z roku 1776 a rokoková je také kazatelna.

## Zvonice
Zajímavostí je samostatně stojící zvonice kostela. Ta byla původně renesanční, ale kolem roku 1776, tedy při výstavbě nového kostela, byla barokně přestavěna a stavebně upravena. Poměrně nezvyklé je nově vzniklé schodiště na východní straně zvonice. To je vedeno zvláštním polygonálním tubusem.
Původní střecha zvonice cibulovitého typu byla nahrazena střechou stanovou. V letech 1999–2000 byla střecha nově pokryta.

## Bohoslužby
Pravidelné bohoslužby se konají každou neděli ve 14:30